# Zelkova
Genre
Classification APG III (2009)
Zelkova est un genre de plantes à fleurs de la famille des Ulmaceae. Il comprend six espèces d'arbres ou d'arbustes à feuilles caduques, aujourd'hui présentes au sud de l'Europe et en Asie. Ils varient en taille, de l'arbuste (Z. sicula) à de grands arbres atteignant 35 m de haut (Z. carpinifolia).
Le nom « zelkova » ou « zelkoua » vient du géorgien dzelkva (ძელქვა), le nom vernaculaire de Z. carpinifolia en Géorgie.
Les botanistes sont partagés sur la question de savoir si Zelkova est un genre à part entière ou un sous-ensemble du genre Ulmus. Zelkova est en effet monoïque, contrairement aux ormes dont les fleurs sont hermaphrodites.

## Les espèces
- Zelkova abelicea - Zelkova de Crète
- Zelkova carpinifolia - Zelkova du Caucase ou Orme du Caucase ou Faux Orme de Sibérie (Le vrai Orme de Sibérie étant Ulmus pumila).
- Zelkova serrata - Zelkova du Japon, parfois orme du Japon (Keyaki en japonais : 欅, ケヤキ)
- Zelkova sicula - Zelkova de Sicile
- Zelkova sinica - Zelkova de Chine
- Zelkova schneideriana - Zelkova de Schneider
- †Zelkova nervosa espèce fossile de l'Eocène d'Amérique du nord
- †Zelkova ungeri espèce fossile du Miocène en Eurasie